# ISO 3166-2:HM
ISO 3166-2:HMはISOの3166-2規格のうち、HMで始まるものである。オーストラリア領ハード島とマクドナルド諸島の行政区分コードを意味する。ハード島とマクドナルド諸島はISO 3166-1(ISO 3166-1 alpha-2)で、HMを国コードとして割り振られている。これらの島は無人島で、ISO 3166-2:HMに対応する行政区分コードの割り当てはない。